# Dąbrówki (województwo podkarpackie)
Dąbrówki – wieś w Polsce położona w województwie podkarpackim, w powiecie łańcuckim, w gminie Czarna.
| SIMC    | Nazwa     | Rodzaj    |
| ------- | --------- | --------- |
| 0647233 | Pastwiska | część wsi |
| 0647240 | Podlesie  | część wsi |
| 0647256 | Sośnina   | część wsi |
| 0647262 | Zarzecze  | część wsi |

Osada Dąbrówki została założona przez Krzysztofa II Pileckiego około w 1584 roku. Prawdopodobnie pojedyncze zagrody stały o wiele wcześniej, gdyż ludność osiedlała się na leśnych karczowiskach. Stare przekazy ustne donoszą, że początki osadnictwa miały miejsce na terenie obecnego Przysiółka – Podlas, później zaś powstały Przysiółek – Środek, Pastwisko i Zarzecze. Wieś w początkowym okresie istnienia należała do różnych rodzin magnackich: w 1586 r. przeszła w ręce Stadnickich, w 1631 r. pod panowanie rodu Lubomirskich, a od 1791 należała do Potockich.
Dąbrówki leżą na północ od Łańcuta, w dorzeczu rzeki Wisłok, przy drodze wojewódzkiej 877 Łańcut – Leżajsk. Nazwę swą zawdzięczają dąbrowie, czyli lasom dębowym, które należały do Puszczy Sandomierskiej systematycznie karczowanej od XVI wieku. Przy szosie, obok XIX-wiecznych dworków, zachował się niewielki park. Rośnie w nim około 30 starych drzew: lipy drobnolistnej i szerokolistnej, kilka dębów szypułkowych, występuje tu dąb czerwony, świerk serbski i kłujący.
Dąbrówki liczą około 1500 mieszkańców.
W latach 1975–1998 miejscowość administracyjnie należała do województwa rzeszowskiego.